# 東涌中學
東中學是廣州市一所中學，創建於1996年，校址位於南沙區東涌鎮。

## 校史
東涌中學創建於1996年選址重建，1997年秋遷入現址。學校1998年創辦高中部。2002年晉升為番禺區一級學校，2003年晉升為廣州市一級學校，2004年12月晉升為廣東省一級學校。2016年晉升為廣州市示範性普通高中。